# Army Combat Boot

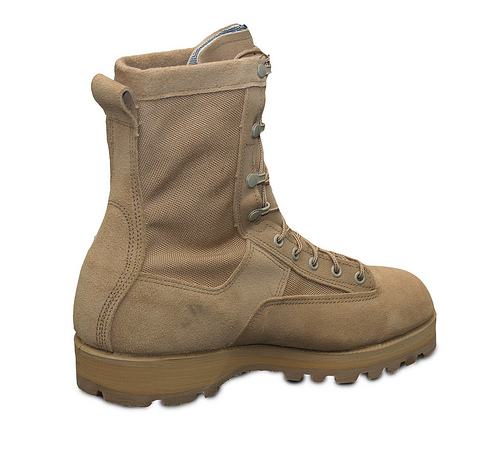
Army Combat Boot (Temperate)

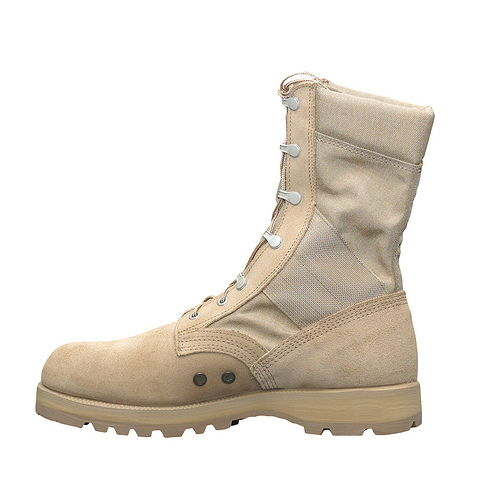
Army Combat Boot (Hot)

Army Combat Boot (ACB) – regulaminowe obuwie United States Army przewidziane do noszenia wraz z mundurem ACU. Nowe obuwie występuje w dwóch wariantach: Hot Weather oraz Temperate.
Nowe obuwie dla US Army wprowadzono wraz z nowym umundurowaniem ACU w roku 2004. Zastąpiło ono używane do tej pory buty: buty standardowe Infantry Combat Boot (czarne skórzane), buty tropikalne Jungle Boots oraz buty pustynne Desert Boot. Army Combat Boot w przeciwieństwie do dotychczasowego obuwia US Army nie jest wykonane z czarnej, licowej skóry, zamiast tego nowe buty wykonano z piaskowego (tan) zamszu.

## Warianty

### Temperate
Jest to wersja na tereny o klimacie umiarkowanym. Buty wykonane są z zamszu oraz nylonowych wstawek. W konstrukcji buta zastosowano wyściółkę z tkaniny paro-przepuszczalnej Gore-tex. To rozwiązanie polepsza właściwości wodoodporne buta. Podeszwa jest wykonana z gumy olejoodpornej. Ponadto but jest odporny na ogień i wysokie temperatury. But posiada podeszwę środkową absorbującą wstrząsy.

### Hot Weather
Jest to wersja przeznaczona na tereny o wysokiej temperaturze, np. pustynia, dżungla. Buty wykonane są z zamszu oraz nylonowych wstawek. W przeciwieństwie do butów w wersji Temperate w tych butach nie zastosowano membrany goretex, co zapewnia lepszą przewiewność. Ponadto każdy but posiada otworki drenażowe polepszające jeszcze cyrkulacje. Buty Hot Weather również posiadają podeszwę środkową absorbującą wstrząsy.

## MCCB
Bardzo podobne buty przyjęto również w USMC. Zasadnicza różnica polega na wytłoczeniu godła USMC na pięcie każdego buta marines.